# Rajd Volán 1979
Rajd Volán 1979 (11. Volán Rallye 1979) – 11. edycja rajdu samochodowego Rajd Volán rozgrywanego na Węgrzech. Rozgrywany był od 26 do 27 maja 1979 roku. Rajd był trzecią rundą Rajdowego Pucharu Pokoju i Przyjaźni w roku 1979 oraz także trzecią Rajdowych Mistrzostw Węgier w roku 1979.

## Klasyfikacja rajdu
| Miejsce                                  | Kierowca               | Pilot                   | Samochód               | Czas                   | Strata                 |                        |
| Klasyfikacja generalna                   | Klasyfikacja generalna | Klasyfikacja generalna  | Klasyfikacja generalna | Klasyfikacja generalna | Klasyfikacja generalna | Klasyfikacja generalna |
| ---------------------------------------- | ---------------------- | ----------------------- | ---------------------- | ---------------------- | ---------------------- | ---------------------- |
| 1.                                       | Attila Ferjáncz        | János Tandari           | Renault 5 Alpine       | 1:38:47                | –                      |                        |
| 2.                                       | Bogdan Wozowicz        | Witold Wozowicz         | Lada VAZ 21011         | 1:40:58                | +2:11                  |                        |
| 3.                                       | Václav Pech sen.       | Oldřich Gottfried       | Škoda 130 RS           | 1:41:49                | +3:02                  |                        |
| 4.                                       | Anatoliy Kozyrchikov   | Mikhail Titov           | Moskvich 412           | 1:41:53                | +3:06                  |                        |
| 5.                                       | Eedo Raide             | Georg Valdek            | Lada 1600              | 1:42:47                | +4:00                  |                        |
| 6.                                       | János Hideg            | Csaba Bojtay            | Lada 1600              | 1:45:18                | +6:31                  |                        |
| 7.                                       | Cyril Pacala           | Daniel Jantošík         | Škoda 130 RS           | 1:46:14                | +7:27                  |                        |
| 8.                                       | Attila Nagy            | Elek Farkas             | Lada VAZ 21011         | 1:48:16                | +9:29                  |                        |
| 9.                                       | Jan Trajbold st.       | Eva Trajboldová-Váchová | Škoda 130 RS           | 1:48:37                | +9:50                  |                        |
| 10.                                      | Rezső Kovács           | László Kiss             | Lada 1600              | 1:48:49                | +10:02                 |                        |
| Klasyfikacja RPPiP                       |                        |                         |                        |                        |                        |                        |
| 1.                                       | Bogdan Wozowicz        | Witold Wozowicz         | Lada VAZ 21011         | 1:40:58                | 0                      |                        |
| 2.                                       | Václav Pech sen.       | Oldřich Gottfried       | Škoda 130 RS           | 1:41:49                | +51                    |                        |
| 3.                                       | Anatoliy Kozyrchikov   | Mikhail Titov           | Moskvich 412           | 1:41:53                | +55                    |                        |
| 4.                                       | Eedo Raide             | Georg Valdek            | Lada 1600              | 1:42:47                | +1:49                  |                        |
| 5.                                       | János Hideg            | Csaba Bojtay            | Lada 1600              | 1:45:18                | +4:20                  |                        |
| 6.                                       | Cyril Pacala           | Daniel Jantošík         | Škoda 130 RS           | 1:46:14                | +5:16                  |                        |
| 7.                                       | Attila Nagy            | Elek Farkas             | Lada VAZ 21011         | 1:48:16                | +7:18                  |                        |
| 8.                                       | Jan Trajbold st.       | Eva Trajboldová-Váchová | Škoda 130 RS           | 1:48:37                | +7:39                  |                        |
| 9.                                       | Rezső Kovács           | László Kiss             | Lada 1600              | 1:48:49                | +7:51                  |                        |
| Klasyfikacja Rajdowych Mistrzostw Węgier |                        |                         |                        |                        |                        |                        |
| 1.                                       | Attila Ferjáncz        | János Tandari           | Renault 5 Alpine       | 1:38:47                | –                      |                        |
| 2.                                       | János Hideg            | Csaba Bojtay            | Lada 1600              | 1:45:18                | +6:31                  |                        |
| 3.                                       | Attila Nagy            | Elek Farkas             | Lada VAZ 21011         | 1:48:16                | +9:29                  |                        |
| 4.                                       | Rezső Kovács           | László Kiss             | Lada 1600              | 1:48:49                | +10:02                 |                        |

| Miejsce                      | Drużyna                      |
| Klasyfikacja drużynowa RPPiP | Klasyfikacja drużynowa RPPiP |
| ---------------------------- | ---------------------------- |
| 1.                           | ZSRR                         |
| 2.                           | Polska                       |
| 3.                           | Węgry                        |